# Wangenbourg-Engenthal
Wangenbourg-Engenthal é uma comuna francesa na região administrativa de Grande Leste, no departamento Baixo Reno. Estende-se por uma área de 31,32 km². Em 2010 a comuna tinha 1 356 habitantes (densidade: 43,3 hab./km²).